# Есон
 Тази статия е за реката във Франция.  За департамента вижте Есон (департамент).  
Есон (на френски: Essonne) е река в северна Франция с дължина 97 km. Извира в областта Гатине, тече на север и се влива в река Сена (ляв приток на Сена). Най-големите селища по течението на реката са Меньоси и Корбей Есон.
Името на реката произхожда от гало-римската речна богиня Асиона.